# Humberto Megget
Humberto Megget (Paysandú, 1 de mayo de 1926 - Montevideo, 5 de abril de 1951) fue un poeta uruguayo integrante de la Generación del 45.

## Biografía
Parte de su infancia transcurrió en Paysandú donde su tía, la maestra Victoria Megget se encargó de su educación y crianza.
Fundó la revista "Letras" a los diecisiete años, de la cual editó un solo número. Posteriormente hace lo mismo con las revistas "No" y "Sin Zona", con similares resultados.
En 1949 edita su único libro de poemas, llamado Nuevo sol partido que tiene una escasa difusión y tiraje.
Fallece el 5 de abril de 1951 a los 24 años en Montevideo, luego de padecer una larga tuberculosis, siendo prácticamente un desconocido del público y la crítica. Después de la muerte del poeta, Idea Vilariño, pieza central de la Generación del 45, escribiría acerca de él: 

Ahora, demasiado tarde, como siempre, solo podemos declarar el valor de sus versos, mostrar un poema, dejar constancia del paso del joven poeta que desoímos.

## Legado
Mario Benedetti, también integrante de la Generación del 45, en ocasión del décimo aniversario de la muerte del poeta, escribiría:

El 5 de abril se cumplieron diez años de la muerte de Humberto Megget, y en este caso son diez años que se parecen mucho al olvido. Los críticos de poesía rara vez se acuerdan de él, los antólogos no lo incluyen en sus selecciones, los actores no lo tienen en cuenta en sus recitales. Se trata de un olvido que no hace honor a los contemporáneos de Megget, ya que éste, como todo auténtico poeta, está destinado a sobrevivir, no importa en qué lejano o cercano futuro; cuando otras generaciones de críticos o antólogos lo reintegren al sitial que su obra merece, seguramente se asombrarán de que poemas de tanta inspiración y originalidad hayan pasado sin pena ni gloria entre quienes compartieron su tiempo y su mundo.

[...] Su único libro de poemas se llamó Nuevo sol partido y fue publicado en 1949, pero el tiraje de edición fue tan limitado que, aparte del círculo de sus amigos, cuando murió en 1951 era prácticamente un desconocido del público y la crítica. En 1952 el grupo de escritores que reunía la revista ‘Número’ consiguió una serie de materiales inéditos, en su mayor parte poemas escritos por Megget en los últimos años de su enfermedad, y encargó a Idea Vilariño la selección y edición de los mismos. Este volumen, ahora totalmente agotado incluía los siete poemas del único libro publicado en vida de Megget y conservaba el título Nuevo sol partido. Agregaba además, 30 poemas de su última época".

En 1991, cuarenta años después de su muerte, se edita un volumen conteniendo sus obras, fruto de una investigación y revisión a cargo de Pablo Rocca. Esta obra, publicada por Ediciones de la Banda Oriental, tiene el mérito de recuperar este poeta para los lectores y la institucionalidad cultural.

## Intérpretes de su obra
Algunos de sus poemas han sido popularizados por distintos cantores populares uruguayos:
- Yo tenía una voz, musicalizado e interpretado por Jorge Estela, vinilo "Aclarando", Sondor 33150, 1973.
- Puede beberse al sol, interpretada por Luis Trochón (casete y vinilo de Ayuí / Tacuabé De canto, puño y letra. 1983)
- Yo, musicalizado por Claudio Lembo e interpretado por el grupo Salitre (casete Salitre. Ayuí / Tacuabé, 1989).
- Ahora que todo gira, interpretado por Gastón Ciarlo El Dino y por Numa Moraes.
- Tengo ganas de risas Raquel, cantado por Eduardo Darnauchans (LP Las Quemas, Sondor 44014, 1975, reeditado en CD).
- En el mar están los peces, interpretado por Andrés Stagnaro (disco La hiedra y el muro. 2004).

## Obras literarias
- Nuevo sol partido (Montevideo. 1945)
- Nuevo sol partido (Reedición ampliada. Número, Montevideo. 1952)
- Nuevo sol partido y otros poemas (Montevideo. 1965)
- Humberto Megget, Obra Completa (Ediciones de la Banda Oriental, Montevideo. 1991)